# Modern Language Notes
Modern Language Notes (MLN; česky moderní jazykové poznámky) je akademický časopis založený v roce 1886 na Univerzitě Johnse Hopkinse, kde je dodnes připravován pro zveřejnění (redigován) a vydáván se záměrem zavést kontinentální (pevninskou) evropskou literární kritiku (diskusi) do americké literární vědy (americké literatury). Každému ze čtyř sledovaných jazyků je každoročně věnováno jedno číslo. Páté číslo se zaměřuje na srovnávací literární vědu (srovnávací literaturu).
Časopis vychází pětkrát ročně, v lednu (italština), březnu (hispánština), dubnu (němčina), září (francouzština) a prosinci (srovnávací literatura). Náklad je 1 173 výtisků s průměrným rozsahem jednoho čísla 240 stran.